# 安哈特的瑪麗·奧古斯塔

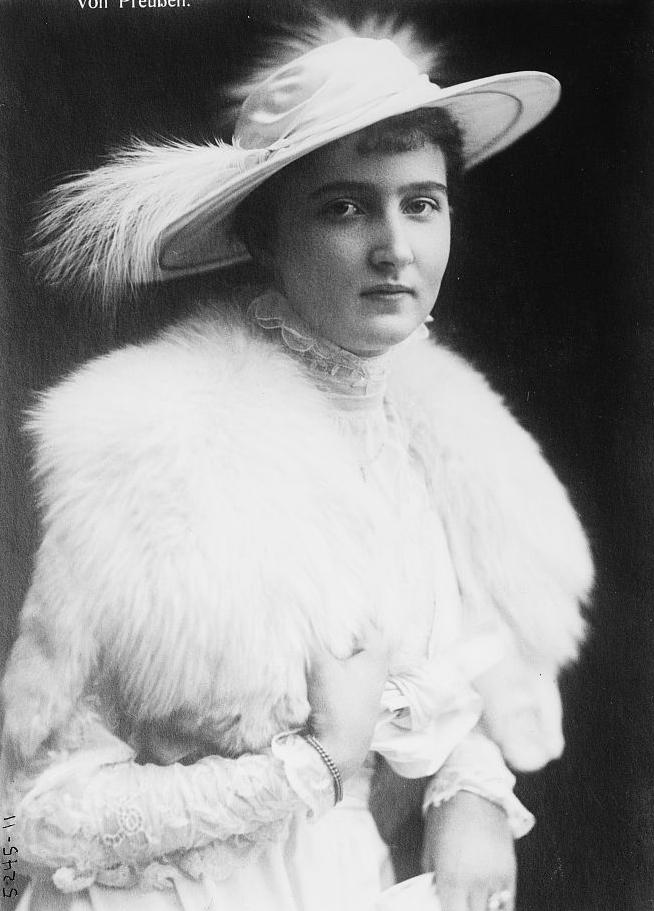
瑪麗·奧古斯塔

安哈特的瑪麗·奧古斯塔（德語：Marie Auguste von Anhalt，1898年6月10日—1983年5月22日），安哈特公爵愛德華的女兒，母親是薩克森-阿爾滕堡的路易絲·夏洛特。

## 家庭
1916年，瑪麗·奧古斯塔和德意志皇帝威廉二世的幼子約阿希姆王子結婚，兩人的獨子卡爾·法蘭茲於同年出生。